# Nyhus
Nyhus (dansk) eller Niehuus (tysk) er en landsby beliggende i en dal ved Nyhus Sø syd for den dansk-tyske grænse og nordvest for Flensborg by i Sydslesvig. Administrativt hører landsbyen under Harreslev Kommune i Slesvig-Flensborg kreds i den nordtyske delstat Slesvig-Holsten. I kirkelig henseende hørte landsbyen til Bov Sogn, nu holder beboerne sig til kirken i Harreslev. Sognet lå i Vis Herred (Flensborg Amt).
Nyhus blev første gang nævnt i 1371. Den fik sit navn efter borgen Nyhus, som blev bygget i 1345. På Nyhusmark nær gården Carlsbjerg lå tidligere et teglværk. Landsbyens frivillige brandværn blev oprettet i 1904 og består den dag i dag. I 1938 blev den hidtil selvstændige kommune Nyhus indlemmet i Harreslev. Landsbyens skole lukkede i 1967. Vest for Nyhus ligger på den danske side Padborg og fra Gendarmstien er der god udsigt over både Nyhus og Nyhus Sø.